# Jan Kruys
Jan Kruys (1767-1830) was de eerste burgemeester van Vriezenveen. Hij was tevens de laatste schout, koopman, en hield gedetailleerde dagboeken bij die bewaard zijn gebleven.

## Biografie
Jan Kruys werd op 14 juli 1767 geboren in Vriezenveen, Overijssel. Zijn vader, Claas Jansen Kruys (1731-1802), was koopman bij de firma Kruys, Engberts & Zn en exporteerde linnen en andere goederen naar Hamburg, Frankfurt, Straatsburg en Allicante. Jan's moeder was Grietje Otten (1742-1807), dochter van Gerrit Jansen Otten en Jenneken Brouwer.
Zijn overgrootvader Claas Jansen Kruys (1667-1739) was schout van Vriezenveen. Zijn broer Johannes Kruys (1769-1806) was plaatsvervangend schout en gemeentesecretaris.
Leden van de familie Kruys maakten deel uit van de ‘Rusluie’, een gemeenschap van Nederlandse expats die tussen 1720 en 1917 in de stad Sint-Petersburg in Rusland woonden en handelden. Ze kwamen oorspronkelijk uit Vriezenveen.

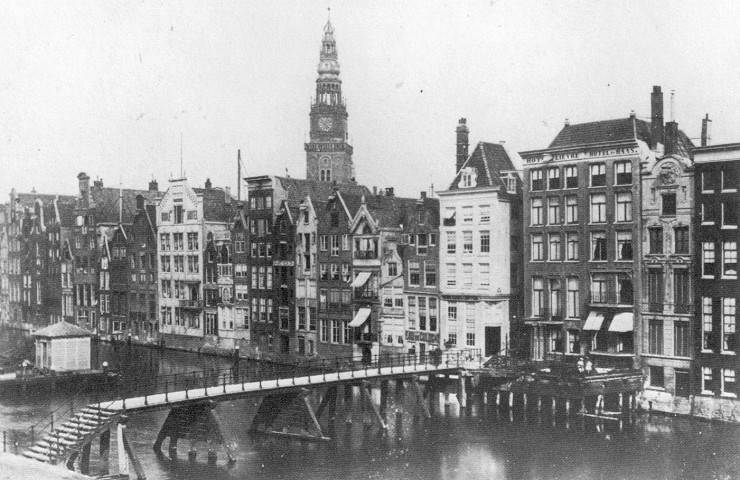
Jan Kruys woonde en werkte in de buurt van de Papenbrug in Amsterdam.

Van 1781 tot 1789 werkten ook Jan en zijn broer Johannes (1769-1806) samen met hun vader in het familiebedrijf in Sint-Petersburg. Na acht jaar vertrok Jan uit Rusland en begon in 1790 als kantoorbediende bij de Amsterdamse handelsfirma ten Cate en Vollenhove, waar hij uiteindelijk boekhouder werd. Later begon hij een winkel en deed inkopen voor de handel in Sint-Petersburg. Hij woonde in de buurt van de Papenbrug.
Op 27 januari 1793 trouwde Jan met Anna Broers (1772-1793) in Amsterdam. Anna overleed in hetzelfde jaar in het kraambed. Hij hertrouwde op 28 juni 1795 met Maria Johanna Ursinus Grevenstein (1774-1845), met wie hij zes dochters en vijf zonen kreeg. In 1799 keerde het gezin terug naar Vriezenveen.
In 1801 was de verbouwing van de gereformeerde kerk in Vriezenveen klaar. Jan schreef voor de gelegenheid een gedicht over het ontstaan van de gemeente:

Een arm, ellendig volk uit Vriesland’s oudste loten koos dit rampzalig oord.
Een land dat nimmer kruid noch wortel had geschoten wierd door hun opgespoord. 
Hun onvermoeibre vlijt hervormde wijde plassen in vrucht’bre akkers land.
Zij sloegen hutten op in ’t midden der moerassen en rezen dus in stand. 
Mij dunkt, ik zie nog hunne eerste wijken, bij honderd in getal,
met schop en spaa te werk, ze maakten zuidwaarts dijken en oostwaarts Paterswal.

In 1818 werd Jan door Koning Willem I aangesteld als schout van Vriezenveen. In 1825 werd hij benoemd tot burgemeester van de gemeente en bekleedde deze functie tot aan zijn dood in 1830. Tijdens de Franse tijd werd de functie van schout afgeschaft en aanvankelijk veranderd in 'maire' of 'meier'. Per 23 juli 1825 werd de titel bij Koninklijk Besluit gewijzigd in 'burgemeester'.
Jan was grootvader van de in Vriezenveen geboren vice-admiraal en minister van Marine Gerhardus Kruys (1838-1902). De kleinzoon van zijn broer, Hendrik Kruys (1851-1907), was een succesvolle handelaar en ondernemer in de Russische hoofdstad. 
Jan's zoon Jacob Kruys (1812-1852), die ook naar Rusland afreisde, beschreef in zijn dagboek de reis van 2400 kilometer per huifkar naar Sint-Petersburg  via Osnabrück, Berlijn en Riga.

## Dagboek

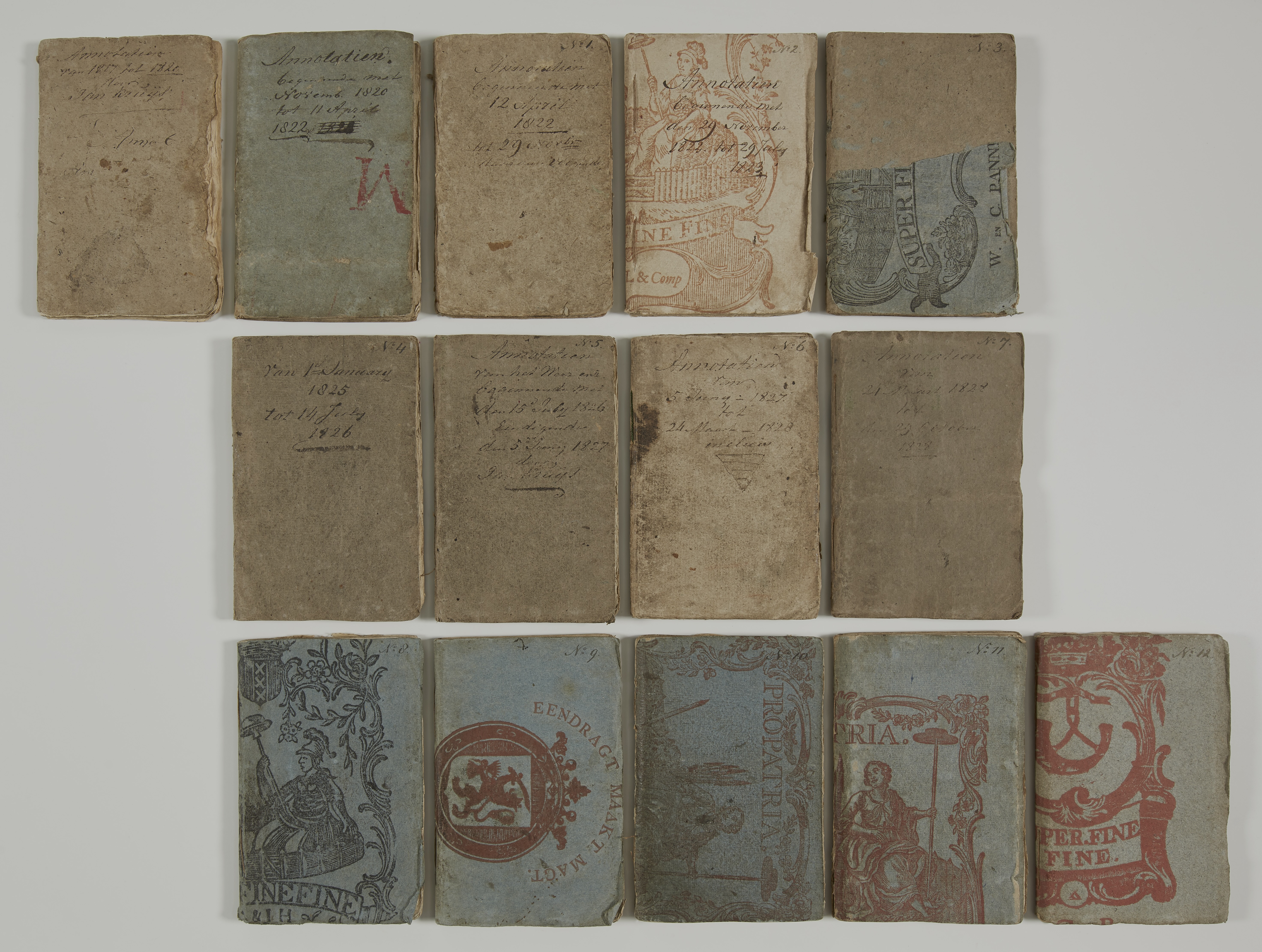
De 14 delen van het dagboek van Jan Kruys

Tussen 1817 en 1830 hield Jan een gedetailleerd dagboek bij. De veertien delen zijn gearchiveerd bij het Nederlands Instituut voor Militaire Historie (NIMH). Transcripties en andere documenten worden bewaard in het Historisch Museum Vriezenveen.
Het werk geeft een beeld van het wel en wee in de Overijsselse gemeenschap aan het begin van de negentiende eeuw. Daarbij werden persoonlijke belevenissen gecombineerd met voorvallen die hij meemaakte uit hoofde van zijn functie.
In februari 1825 documenteerde hij in een van zijn aantekeningen de Stormvloed van 1825, de grootste natuurramp van de negentiende eeuw in Nederland.

De dagen van 4 en 5 dezer zyn voor veele ingezetenen, byzonder in deze Provincie, ook aan anderen buiten s' lands zeer noodlottig geweest; vermitys er zeer veel menschen en vee zyn verdronken, voor al in de plaatsen, liggende aan de Zuiderzee, als om Elburg, Kampen, Mastenbroek enz. Voor de noodlydenden zyn reeds maatregelen van gouvernementswegen genomen.
— Transcriptie: Frans Harwig en Erik Berkhof

## Overlijden
Jan overleed op 22 december 1830 in Vriezenveen (Oosteinde 148) op 63-jarige leeftijd.